# Cornelius Schrevelius

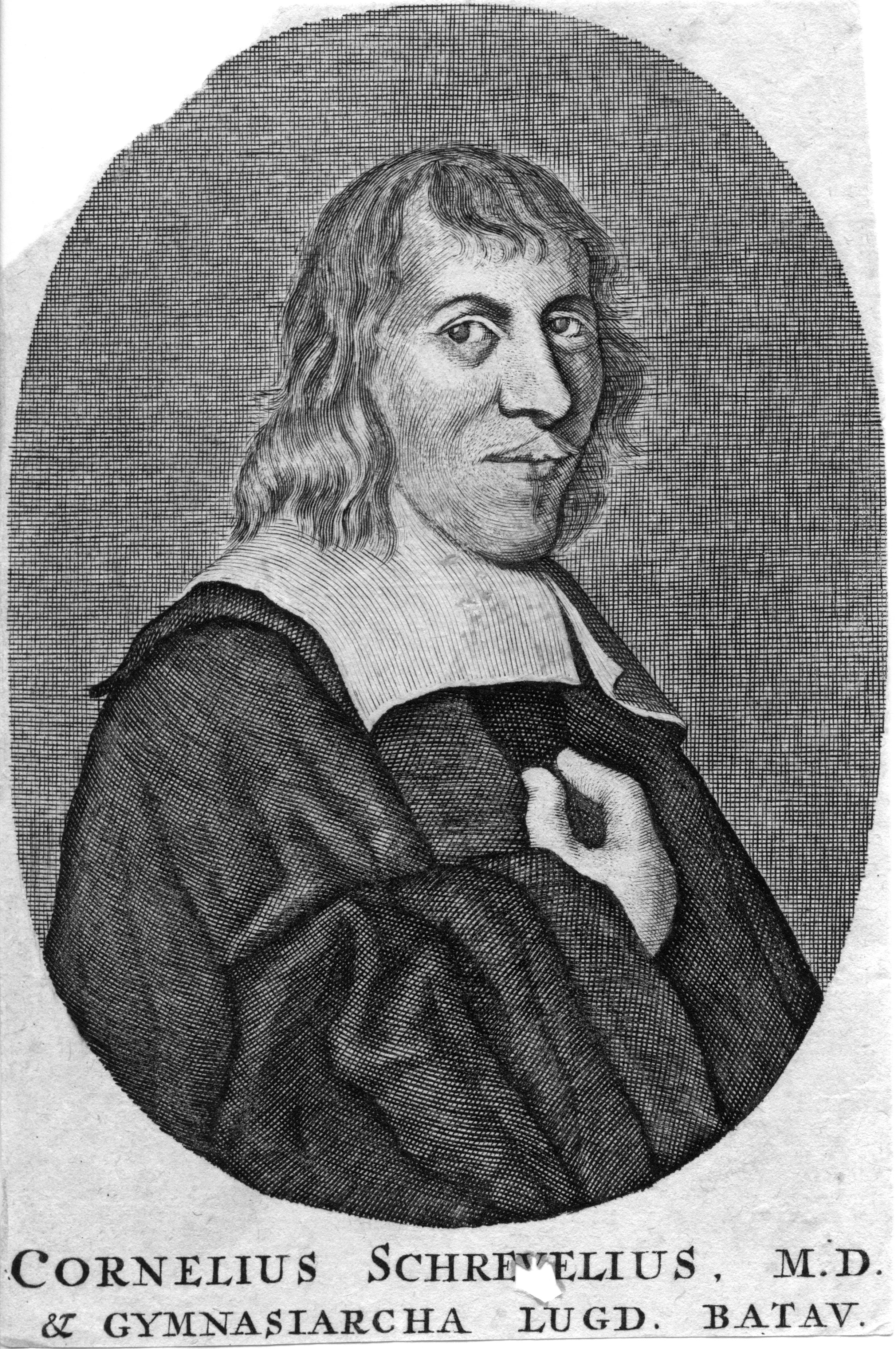
Cornelius Schrevelius ca. 1650. Onderschrift: Cornelius Schrevelius, M.D. & Gymnarsiarcha Lugd (uni) Batav (orum) = Cornelis Schrevel, doctor in de medicijnen, rector van de Latijnse school in Leiden

Cornelius Schrevelius (Haarlem, gedoopt 13 april 1608 – Leiden, begraven augustus 1664) was een Nederlands filoloog en rector van de Latijnse School van Leiden.

## Leven
Cornelius Schrevelius (of Cornelis Schrevel) werd in 1608 te Haarlem gedoopt als de zoon van Theodorus Schrevelius en Marijcke van Teijlingen. Hij kreeg aanvankelijk onderwijs van zijn vader, die rector was van de Latijnse school in Haarlem. In 1620 verhuisde het gezin naar Leiden. Cornelius studeerde hier medicijnen en promoveerde tot doctor in de medicijnen. Vanaf 1642 was hij de opvolger van zijn vader als rector van de Leidse Latijnse school. Hij trouwde in 1636 in Leiden met Theodora van Groenendijk (1615-1669), met wie hij elf (of meer) kinderen kreeg. Hun zoon Theodorus werd burgemeester van Leiden.

## Werk
Hij maakte vele (school)uitgaven, van klassieke Latijnse auteurs: Vergilius (1646), Juvenalis en Persius (1648), Terentius (1651), Horatius (1653), Martialis (1656), Curtius Rufus (1658), Lucanus (1658), Cicero (1661), Historia Augusta (1661) en Ovidius (1661). Uit de Griekse literatuur maakte hij een uitgave van Hesiodus (1650) en een uitgave van Homerus (1655-56). Ook verzorgde hij een uitgave van de Colloquia van Erasmus (1655). Zijn belangrijkste werk was echter een Grieks-Latijns en Latijns-Grieks woordenboek: Lexicon manuale Graeco-Latinum et Latino-Graecum, dat in 1654 voor het eerst verscheen en tot in de 19e eeuw vele herdrukken kende.